# Kurowscy herbu Nałęcz

Nałęcz III

Kurowscy herbu Nałęcz III – polska rodzina szlachecka pochodząca z Kurowa w powiatach: kaliskim, płockim, w województwie podlaskim, województwie wileńskim i na Wołyniu. Według Paprockiego wywodzą się z Kurowa pod Droszewem,  co ze względów geograficznych, pozwala wiązać ich pochodzenie z rodem Kurów i z jego misją strzeżenia pogranicza mazowieckiego przed najazdami Prusów za panowania księcia Konrada I mazowieckiego. Rodzina ta była następnie na służbie w chorągwi wielkopolskiego rodu Nałęczów, panów na Pałukach. Ich to herb przybrała za własny zgodnie z zasadami chorągwianego systemu wojskowego

## Z tej rodziny
- Apolinary Kurowski
- Franciszek Kurowski